# Praya District
Praya District (indonesiska: Kecamatan Praya) är ett distrikt i Indonesien.   Det ligger i provinsen Nusa Tenggara Barat, i den sydvästra delen av landet, 1 100 km öster om huvudstaden Jakarta. Praya District ligger på ön Lombok Island. Det ligger vid sjön Waduk Batujai.